# Concepción Tutuapa
Concepción Tutuapa – niewielka miejscowość na południowym zachodzie Gwatemali, w departamencie San Marcos. Według danych szacunkowych z 2012 roku liczba mieszkańców wynosiła 1458 osób. 
Concepción Tutuapa leży około 50 km na północ od stolicy departamentu – miasta San Marcos, oraz około 35 km na zachód od rzeki Suchiate, będącej rzeką graniczną pomiędzy Gwatemalą a meksykańskim stanem Chiapas. 
Leży na wysokości 2910 metry nad poziomem morza, w górach Sierra Madre de Chiapas. 

## Gmina Concepción Tutuapa
Miejscowość jest także siedzibą władz gminy o tej samej nazwie, która jest jedną z dwudziestu dziewięciu gmin w departamencie. W 2012 roku gmina liczyła 58 894 mieszkańców. Ludność gminy jest bardzo spójna etnicznie, w 98% są to Indianie posługujący się majańskim językiem mam.  Gmina jak na warunki Gwatemali jest średniej wielkości, a jej powierzchnia obejmuje 176 km². Mieszkańcy gminy utrzymują się głównie z rolnictwa, hodowli zwierząt, rzemiosła artystycznego oraz handlu i usług.